# Ampex
Ampex  est une entreprise d'électronique américaine créée en 1944 par Alexandre M. Poniatoff (en). Le nom AMPEX est un acronyme, imaginé par le fondateur, signifiant Alexander M. Poniatoff Excellence. Il a donné le verbe « ampexer », utilisé par les professionnels pour dire « enregistrer sur support magnétique ».
La société n'est plus cotée en bourse depuis la cession des actifs à Sprague Magnetics.

## Origines
Alexandre M. Poniatoff (en) établit l'entreprise à San Carlos, Californie en 1944, sous le nom de « Ampex Electric and Manufacturing Company ». Pendant la Seconde Guerre mondiale, Ampex est un petit fabricant de moteurs électriques. À la fin de la guerre, Jack Mullin (en), alors employé aux transmissions pour l'armée américaine, est affecté à une enquête sur les expériences en radio et électronique des Allemands. Mullin achète deux appareils enregistreurs Magnetophon (qui donnent plus tard leur nom au magnétophone) et les ramène aux États-Unis, où il produit des versions modifiées. Bing Crosby, alors la plus grande star de la radio américaine, n'aime pas faire des émissions en direct. En 1946 il a demandé à NBC, le réseau de chaînes de télévision américaine, d'enregistrer ses shows à l'avance sur disques acétate. La compagnie lui refuse en raison de la qualité audio inférieure des disques, et Crosby se retire du show pour environ un an. En juin 1947, Mullin fait la démonstration de son magnétophone modifié à Bing Crosby.
Lorsque Crosby entend pour la première fois le son du magnétophone, il voit immédiatement le potentiel de la nouvelle technologie et donne pouvoir à Mullin pour préparer un enregistrement test de son show radio. Ce test d'émission réussi, NBC concède à Crosby la possibilité d'enregistrer ses shows à l'avance sur bande. Crosby nomme immédiatement Mullin au poste d'ingénieur-chef et investit 50 000 $ dans la société Ampex (alors une entreprise de six personnes), pour que la production commerciale du prototype de Mullin soit lancée.
Ampex était jadis implanté en France, par sa filiale Ampex France, mais a quitté l'Hexagone à la fin des années 1980.

## Technologie audio

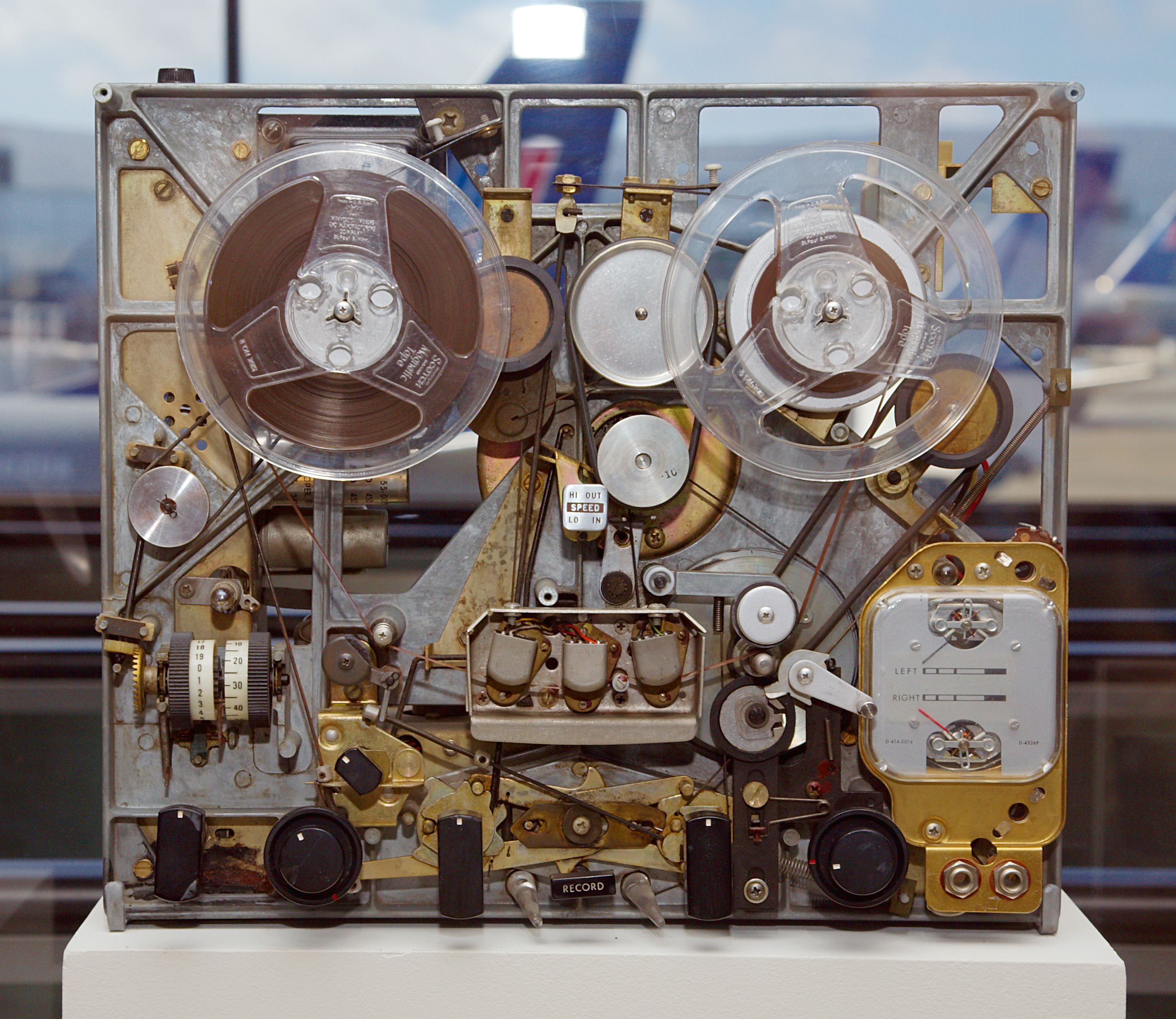
Intérieur d'un magnétophone Ampex à 3-têtes audio - circa 1965.

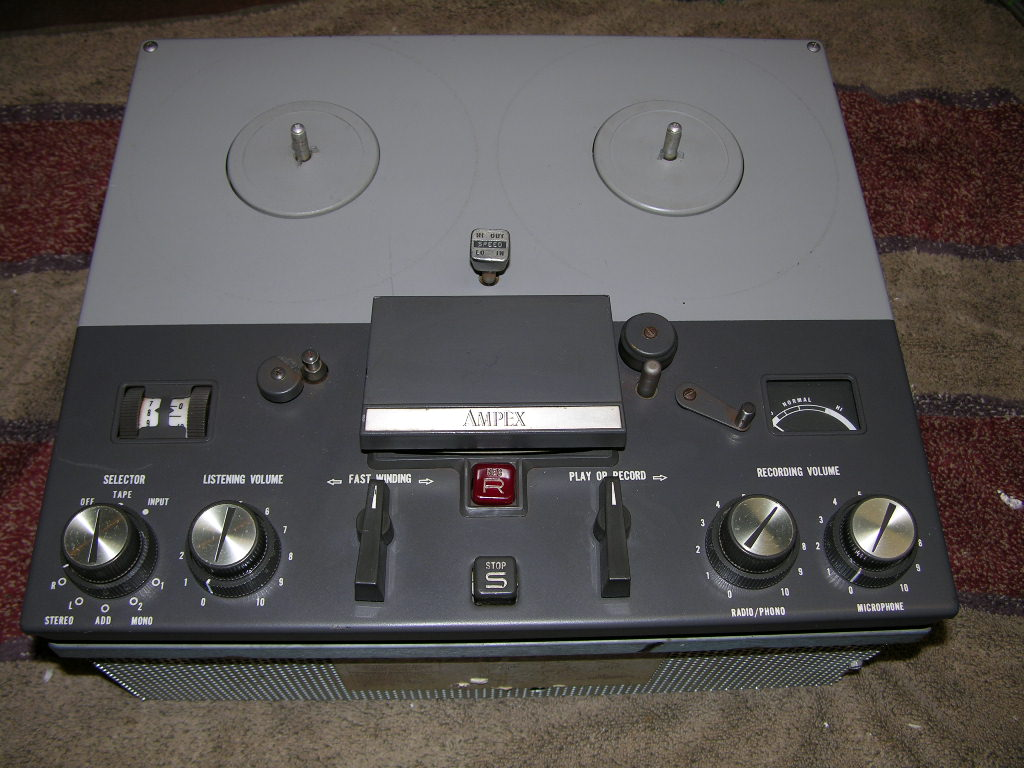
Ampex Modèle 1250 magnétophone à tube stéréo circa 1962 - Destiné au marché de la Hi-Fi

Le premier magnétophone de la société, le « Ampex Model 200 », révolutionne à la fois l'industrie radio et l'industrie musicale.  En 1948, ABC utilise un appareil enregistreur Ampex Model 200 pour la première émission radio en différé aux États-Unis, pour le Bing Crosby Show.
Les Paul, l'ami de Crosby, invité régulier de ses shows, a déjà expérimenté l'enregistrement fractionné sur disque. Quand il reçoit un premier Ampex Model 200, il modifie le magnétophone en lui ajoutant des têtes d'enregistrement et de lecture supplémentaires, créant ainsi expérimentalement le tout premier système d'enregistrement multipistes à bande.
Au début des années 1950, Ampex commence à trouver des débouchés pour des machines 1 et 2 pistes utilisant de la bande 1/4" (en pouces). L'activité s'étend peu à peu avec des modèles 3 et 4 pistes utilisant de la bande 1/2". Ampex acquiert Orradio Industries en 1959, qui devient "the Ampex Magnetic Tape Division", basée à Opelika, Alabama. Ampex devient un manufacturier d'appareils enregistreurs et de bandes. À la fin des années 1950, les produits Ampex sont plus  recherchés par les meilleurs studios d'enregistrement à travers le monde. En 1959, Crosby n'est plus attaché à la production de shows radio, et il vend les intérêts qu'il avait dans l'entreprise Ampex, après avoir garanti pendant des années une technologie qui changea l'industrie radio-diffusée.
Ampex construit une poignée de machines à la fin des années 1950 qui peuvent enregistrer huit pistes sur bande 1", bien que les machines quatre pistes sont considérées dernier cri jusqu'aux environs de 1967. La demande de multiplication des pistes explose soudainement lorsque les musiciens entendent les overdubs considérables faits sur machines quatre pistes pour Sgt. Pepper's Lonely Hearts Club Band. Les deux ingénieurs du son Geoff Emerick et Ken Townshend ont aussi imaginé une façon simple pour lier deux machines quatre pistes Studer J37 mais le système n'a pas tenu longtemps. En 1967 Ampex commence la production de machines huit pistes nommées MM-1000 pour répondre à la demande. En même temps 3M réussit l'introduction de son M56, un appareil concurrent huit pistes. Scully Recording Instruments obtient aussi un succès, mais très bref, grâce à une machine douze pistes utilisant de la bande 1".
En 1968 Ampex introduit une version seize pistes du MM-1000, premier magnétophone seize pistes professionnel au monde. Le modèle utilise de la bande 2". Il devient légendaire pour sa souplesse d'emploi extraordinaire, sa fiabilité et sa qualité de son remarquable. Ceci entraîne « l'âge d'or » de l'enregistrement multipiste analogique, qui dure jusqu'au début des années 1990. Les machines construites par Ampex comptent vingt-quatre pistes. Il est possible d'avoir plus de pistes en reliant les machines entre elles et en les synchronisant (SMPTE time code). À la fin des années 1970 Ampex est confronté aux manufacturiers japonais. La société se retire du marché des magnétophones professionnels entièrement en 1983.
Dans les années 1970, Ampex se focalise plus sur la vidéo, l'instrumentation, et les enregistreurs de données. En 1991, la branche appareils d'enregistrement professionnels de la société est vendue à Sprague Magnetics.

## Technologie vidéo

### Quadruplex

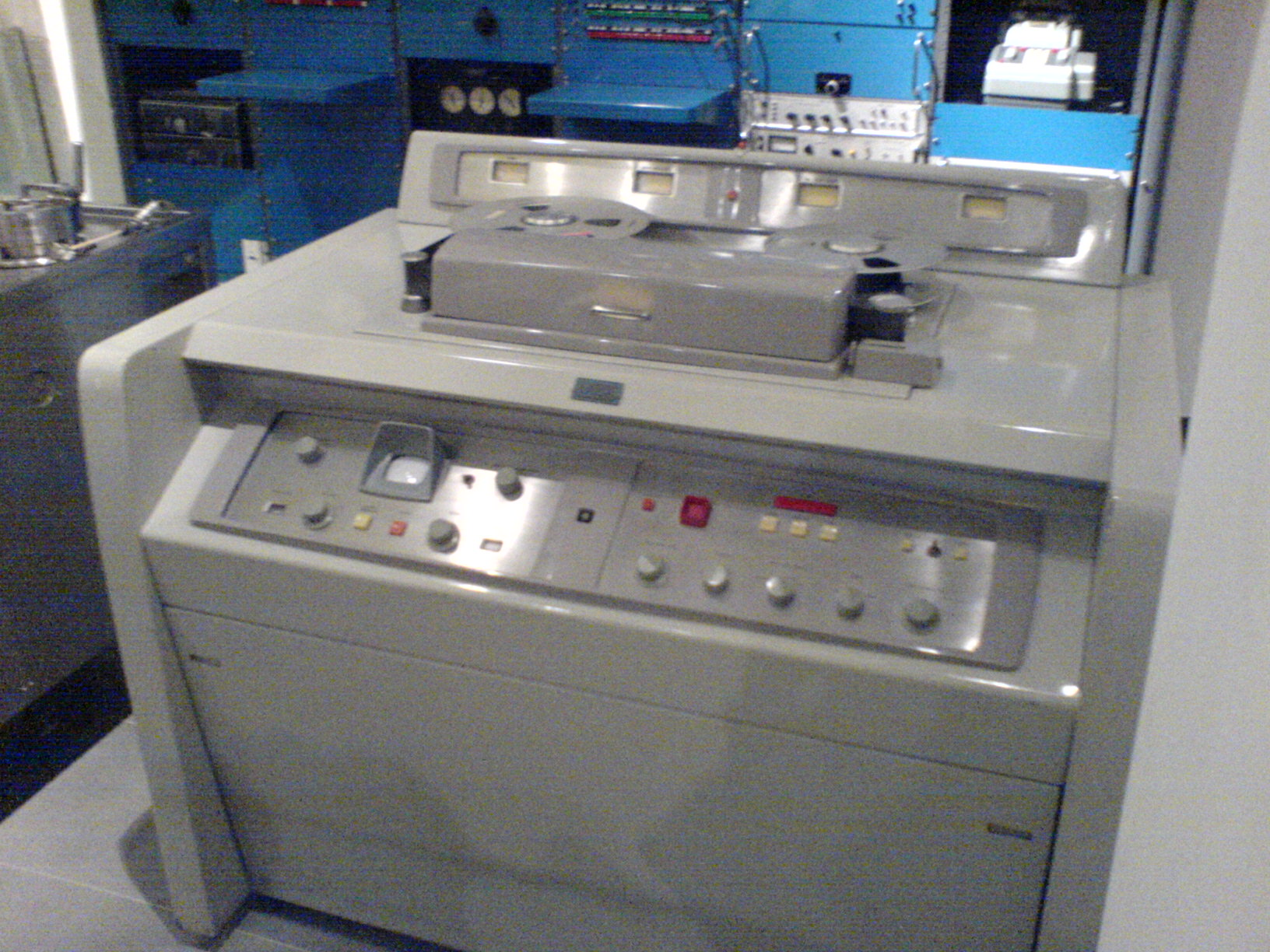
Magnétoscope VR1000A (années 1950)

Depuis le début des années 1950, Bing Crosby et d'autres essaient d'enregistrer des images sur des bandes magnétiques défilant très vite. En 1952, Ampex imagine un prototype de magnétoscope utilisant une tête rotative et une bande défilant assez lentement. Au début de l'année 1956, Ampex fait la démonstration du VR-1000, premier de la production des magnétophones Quadruplex 2 pouces. Le 30 novembre 1956, le premier programme télévisé en différé enregistré par le nouveau système Ampex Quadruplex est intitulé Douglas Edwards and the News et est diffusé par CBS.
L'assemblage des têtes « Quad » comporte quatre têtes. Les images sont enregistrées verticalement, sur une bande de 5 cm de largeur se déplaçant à 38 cm par seconde. Cela permet d'enregistrer des programmes d'une heure sur une seule bobine.
En 1967, Ampex introduit le VR-3000, magnétoscope professionnel portable, qui révolutionne l'enregistrement télévisuel de haute qualité. 
Le système Quadruplex domine l'industrie télé pendant un quart de siècle. Ampex obtient l'exclusivité pour « video tape », et le concurrent RCA doit se contenter de « TV tape » ou « television tape ». Le terme devient une marque utilisée comme nom, et « videotape » est couramment utilisé aujourd'hui.
Ray Dolby est l'ingénieur en partie responsable du développement du magnétoscope Quadruplex pour Ampex. Il crée ensuite Dolby Laboratories, une entreprise pionnière dans le domaine des systèmes de réduction de bruit de fond.

### HS-100 disc recorder
En mars 1967, Ampex introduit le HS-100. Les images sont enregistrées sur un disque magnétique analogique. Le disque pèse 2,3 kg pour une vitesse de 60 tours par seconde, soit 3600 tours par minute (50 tours par seconde en Pal). Une unité NTSC enregistre 30 secondes de vidéo, une unité Pal 36 secondes. La vidéo peut alors être passée au ralenti, et un arrêt sur image est possible.
Trois versions, A, B, C, sont développées. La dernière version (C) dispose d'un stabilisateur digital, le TBC. Sa capacité d'enregistrement est ramenée à 28 secondes, mettant en avant la qualité plutôt que la quantité. Cette spécificité oblige à des prises de décisions en direct fort énergiques. En France les trois machines ont équipé des unités mobiles de la SFP réalisant sur les sites d'enregistrement (à 95 % des sports) plutôt qu'en studio. Chaque machine HS 100 occupait un car entier, pour des déplacements dans toute la France, ou à l'étranger.

### VR-8000
En 1961 Ampex construit un magnétoscope, le VR-8000, commercialisé pendant une courte période.

### Type A
En 1965, Ampex sort un des premiers magnétoscopes au format 25 mm. Type A est le nom donné par la SMPTE.

### Type C
Sony et Ampex codéveloppent et commercialisent un magnétoscope professionnel en 1976. Il remplace dans l'industrie de la télé le Quadruplex.

### D2
C'est un système vidéo numérique officiellement introduit en 1988, alternative à moindre coût par rapport au système D1 de Sony. Comme D-1, les images D-2 sont non-compressées.

### DCT & DST
Digital Component Technology (DCT) et Data Storage Technology (DST) sont les noms respectivement d'un magnétoscope et d'un appareil de stockage de données, créés par Ampex en 1992. Les deux sont similaires aux systèmes de magnétoscope D1 et D2 de Sony.